# Free
För musikalbumet av Kate Ryan, se Free (album av Kate Ryan). För musikalbumet av Bonfire, se Free (album av Bonfire).
Free var ett brittiskt rockband bildat i London 1968. Bandet bestod av sångaren Paul Rodgers, gitarristen Paul Kossoff, trummisen Simon Kirke och den då blott 16-årige basisten Andy Fraser. Bandet var ett tidigt hårdrocksband, och hade också influenser från blues med i sin musik. Gruppen är idag mest ihågkommen för singeln "All Right Now" från 1970. Låten fanns med på deras tredje studioalbum Fire and Water som också blev deras bäst säljande album. Gruppen spelade samma år på Isle of Wight Festival inför en halv miljon åskådare.
"All Right Now" blev deras enda notabla internationella hit, men i hemlandet Storbritannien hade de framgång med ytterligare några singlar, "My Brother Jake" (1971) och "Wishing Well" (1972) nådde båda topp 10-placering på singellistan.
1972 ersattes Fraser av den japanske basisten Tetsu Yamauchi, och keyboardisten John Bundrick blev ny medlem. På grund av Kossoffs missbruk av heroin blev det påfrestande att jobba som grupp, och 1973 splittrades Free. Rodgers och Kirk formade kort efter splittringen bandet Bad Company. Kossoff avled till följd av sitt missbruk 1976. Andy Fraser avled i mars 2015.

## Medlemmar
Ursprungliga medlemmar
- Paul Rodgers – sång (1968–1971, 1972–1973), keyboard, piano (1972), leadgitarr (1972), rytmgitarr (1972–1973)
- Paul Kossoff – leadgitarr (1968–1971, 1972, 1972–1973; död 1976)
- Andy Fraser – basgitarr, rytmgitarr, keyboard, piano (1968–1971, 1972; död 2015)
- Simon Kirke – trummor, slagverk (1968–1971, 1972–1973)

Senare medlemmar
- John "Rabbit" Bundrick – keyboard, piano, bakgrundssång (1972—1973)
- Tetsu Yamauchi – basgitarr (1972–1973)
- Wendell Richardson – leadgitarr (1973)

## Diskografi (urval)
Studioalbum
- 1969 – Tons of Sobs
- 1969 – Free
- 1970 – Fire and Water
- 1970 – Highway
- 1972 – Free at Last
- 1973 – Heartbreaker

Livealbum
- 1971 – Free Live!
- 2006 – Live at the BBC

Samlingsalbum
- 1974 - The Free Story
- 1975 - Best of Free
- 1976 - Free And Easy, Rough and Ready
- 1982 - Completely Free
- 1991 - The Best of Free: All Right Now
- 1994 - Molten Gold: The Anthology
- 1998 - Walk in My Shadow: An Introduction to Free
- 1999 - Free: All Right Now
- 2000 - Songs of Yesterday
- 2001 - Universal Masters Collection
- 2002 - 20th Century Masters Millennium Collection
- 2006 - Chronicles
- 2006 - Free - Live At The BBC
- 2008 - Rock Legends

Singlar (topp 100 på UK Singles Chart)
- 1970 - All Right Now (#2)
- 1971 - My Brother Jake (#4)
- 1972 - Little Bit of Love (#13)
- 1972 - Wishing Well (#7)
- 1973 - All Right Now (återutgåva) (#15)
- 1978 - All Right Now (återutgåva) (#11)
- 1982 - All Right Now (återutgåva) (#57)
- 1985 - Wishing Well (återutgåva) (#96)
- 1991 - All Right Now (återutgåva) (#8)